# UTC+5:40
UTC+5:40 foi usado algumas vezes como aproximação do horário de Nepal (Nepal Time). A partir de 1986 foi baseado no horário de Kathmandu situado a 85°19'E ou 5:41:16 de GMT.
Desde 1986 o Nepal Time é UTC+5:45.
Longitude ao meio: 85º 00' 00" L